# Plážový fotbal na Evropských hrách 2019
Plážový fotbal na Evropských hrách 2019 byl druhým ročníkem soutěže plážového fotbalu na Evropksých hrách, která se konala v Bělorusku v hlavím městě Minsk, v období od 25. do 29. června 2019. Účastnilo se ho 8 týmů, které byly rozděleny do 2 skupin po 4 týmech. Ze skupiny postoupily do vyřazovací fáze první a druhý celek. Vyřazovací fáze zahrnovala 4 zápasy. Ostatní týmy bojovaly o umístění. Titul získalo Portugalsko, které porazilo ve finále Španělsko 8:3.

## Stadion
Turnaj se hrál na jednom stadionu v jednom hostitelském městě: Olympic Sports Complex (Minsk).
| Minsk                  |
| ---------------------- |
| Olympic Sports Complex |
| Kapacita: 1300         |
| Minsk                  |

## Skupinová fáze
| Vysvětlivky                        |
| ---------------------------------- |
| Tým postupující do semifinále      |
| Tým postupující do bojů o umístění |
| Vítěz zápasu je tučně zvýrazněn    |

Čas každého zápasu je uveden v lokálním čase.

#### Skupina A
| Tým         | Z | V | R | P | VG | IG | +/− | B |
| ----------- | - | - | - | - | -- | -- | --- | - |
| Portugalsko | 3 | 2 | 0 | 1 | 16 | 8  | +8  | 6 |
| Švýcarsko   | 3 | 1 | 1 | 1 | 18 | 6  | +12 | 4 |
| Bělorusko   | 3 | 1 | 0 | 2 | 14 | 13 | +1  | 3 |
| Rumunsko    | 3 | 0 | 0 | 3 | 3  | 24 | −21 | 0 |

| 25. června 2019 14:00  |               |                                                  |                                                          |
| Portugalsko            | 1 : 3 (prod.) | Švýcarsko                                        | Olympic Sports Complex, Minsk rozhodčí: Ingilab Mammadov |
| Philipp Borer 2' (vl.) |               | Glenn Hodel 32' Valentin Jaeggy 39' Noël Ott 39' | Olympic Sports Complex, Minsk rozhodčí: Ingilab Mammadov |

| 25. června 19:30  |       |                                                                                        |                                                          |
| Rumunsko          | 1 : 6 | Bělorusko                                                                              | Olympic Sports Complex, Minsk rozhodčí: Vladimir Tashkov |
| Iulian Răvoiu 18' |       | Ihar Bryshtsel 13' Dzianis Samsonov 18', 36' Aleh Hapon 24' Valery Makarevich 31', 34' | Olympic Sports Complex, Minsk rozhodčí: Vladimir Tashkov |

| 26. června 2019 14:00                                                                            |       |                                   |                                                          |
| Portugalsko                                                                                      | 8 : 2 | Rumunsko                          | Olympic Sports Complex, Minsk rozhodčí: Łukasz Ostrowski |
| João Gonçalves 2', 8', 18' Rui Coimbra 6' Bê Martins 7' Jordan Santos 23' Nuno Belchior 33', 35' |       | Ionuț Florea 4' Iulian Răvoiu 35' | Olympic Sports Complex, Minsk rozhodčí: Łukasz Ostrowski |

| 26. června 2019 19:30                                                                                    |       |                                                             |                                                          |
| Bělorusko                                                                                                | 5 : 5 | Švýcarsko                                                   | Olympic Sports Complex, Minsk rozhodčí: Viktor Listratov |
| Ihar Bryshtsel 2' (pen.) Ivan Miranovich 5' Vadzim Bokach 7' Anatoliy Ryabko 12' Illia Savich 36' (pen.) |       | Angelo Wüest 12', 17', 33' Dejan Stanković 23' Noël Ott 27' | Olympic Sports Complex, Minsk rozhodčí: Viktor Listratov |

|                                                                 |       | Penaltový rozstřel                                |  |
| Illia Savich Vadzim Bokach Ivan Kanstantsinaiu Dzianis Samsonov | 3 : 2 | Noël Ott Angelo Wüest Dejan Stanković Glenn Hodel |  |

| 27. června 2019 14:00                                                                                          |        |          |                                                          |
| Švýcarsko | 10 : 0 | Rumunsko | Olympic Sports Complex, Minsk rozhodčí: Ingilab Mammadov |
| Angelo Wüest 4', 30' Dejan Stanković 11', 17', 25', 27' Tobias Steinemann 11', 28' Jan Ostgen 18' Noël Ott 32' |        |          | Olympic Sports Complex, Minsk rozhodčí: Ingilab Mammadov |

| 27. června 2019 19:30                            |       | |                                                      |
| Bělorusko                                        | 3 : 7 | Portugalsko                                                                                          | Olympic Sports Complex, Minsk rozhodčí: Ago Kärtmann |
| Vadzim Bokach 3' Dzianis Samsonov 4', 14' (pen.) |       | Jordan Santos 4', 30' João Gonçalves 9', 22' Léo Martins 10' (pen.) Bê Martins 23' Nuno Belchior 33' | Olympic Sports Complex, Minsk rozhodčí: Ago Kärtmann |

#### Skupina B
| Tým       | Z | V | R | P | VG | IG | +/− | B |
| --------- | - | - | - | - | -- | -- | --- | - |
| Španělsko | 3 | 1 | 1 | 1 | 15 | 15 | 0   | 4 |
| Ukrajina  | 3 | 1 | 1 | 1 | 11 | 13 | −2  | 4 |
| Itálie    | 3 | 1 | 0 | 2 | 13 | 12 | +1  | 3 |
| Rusko     | 3 | 1 | 0 | 2 | 11 | 10 | +1  | 3 |

| 25. června 2019 15:30                                         |               |                                               |                                                           |
| Španělsko                                                     | 5 : 4 (prod.) | Rusko                                         | Olympic Sports Complex, Minsk rozhodčí: Sofien Benchabane |
| Eduard Suárez 13', 22', 39' Llorenç Gómez 29' José Cintas 30' |               | Dmitrij Šišin 14', 25', 30' Fedor Zemskov 32' | Olympic Sports Complex, Minsk rozhodčí: Sofien Benchabane |

| 25. června 2019 18:00                                     |       |                                                                                                 |                                                            |
| Ukrajina                                                  | 4 : 4 | Itálie                                                                                          | Olympic Sports Complex, Minsk rozhodčí: Eduards Borisevičs |
| Roman Pachev 18', 33' Andrii Nerush 23' Dmytro Medvid 29' |       | Francesco Corosiniti 11' (pen.) Josep Junior Gentilin 18' Gabriele Gori 21' Emmanuele Zurlo 30' | Olympic Sports Complex, Minsk rozhodčí: Eduards Borisevičs |

|                                                               |       | Penaltový rozstřel                                          |  |
| Roman Pachev Andrii Borsuk Oleksandr Korniichuk Dmytro Medvid | 4 : 3 | Alfio Chiavaro Gabriele Gori Emmanuele Zurlo Simone Marinai |  |

| 26. června 2019 15:00                                             |       |                                                     |                                                          |
| Itálie                                                            | 4 : 2 | Rusko                                               | Olympic Sports Complex, Minsk rozhodčí: Vladimir Tashkov |
| Francesco Corosiniti 7' Gabriele Gori 20', 34' Andrea Carpita 29' |       | Simone Del Mestre 14' (vl.) Yuri Krasheninnikov 16' | Olympic Sports Complex, Minsk rozhodčí: Vladimir Tashkov |

| 26. června 2019 18:00                                                           |       | |                                                           |
| Španělsko                                                                       | 4 : 6 | Ukrajina                                                                                            | Olympic Sports Complex, Minsk rozhodčí: Mikhail Prokharau |
| Francisco Donaire 14' Javier Torres 18' David Ardil 20' Andrii Nerush 30' (vl.) |       | Oleksandr Korniichuk 2' Oleg Zborovskyi 13' Igor Borsuk 20' Roman Pachev 26', 30' Andrii Borsuk 36' | Olympic Sports Complex, Minsk rozhodčí: Mikhail Prokharau |

| 27. června 2019 15:30                                                                           |       |                       |                                                       |
| Rusko                                                                                           | 5 : 1 | Ukrajina              | Olympic Sports Complex, Minsk rozhodčí: Sergio Soares |
| Viktor Kryshanov 15' Artur Paporotnyi 17' Fedor Zemskov 25' Dmitij Šišin 34' Kirill Romanov 34' |       | Vitalii Sydorenko 27' | Olympic Sports Complex, Minsk rozhodčí: Sergio Soares |

| 27. června 2019 18:00                                                                                     |       |                                                                                   |                                                          |
| Itálie | 5 : 6 | Španělsko                                                                         | Olympic Sports Complex, Minsk rozhodčí: Łukasz Ostrowski |
| Alessio Frainetti 9' Simone Marinai 21' Emmanuele Zurlo 24' Pietro Palazzolo 28' Gabriele Gori 35' (pen.) |       | Antonio Mayor 21', 35', 36' Adrián Frutos 24' Llorenç Gómez 25' Eduard Suárez 34' | Olympic Sports Complex, Minsk rozhodčí: Łukasz Ostrowski |

## O umístění

#### O 5. - 8. místo
| 28. června 2019 14:00                                                                                        |        |                                           |                                                           |
| Itálie | 10 : 3 | Rumunsko                                  | Olympic Sports Complex, Minsk rozhodčí: Mikhail Prokharau |
| Simone Marinai 2' Gabriele Gori 2', 3', 8' (pen.), 29', 34' Paolo Palmacci 31', 32' Emmanuele Zurlo 33', 33' |        | Liviu Croitoru 2' Marian Măciucă 25', 26' | Olympic Sports Complex, Minsk rozhodčí: Mikhail Prokharau |

| 28. června 2019 15:30                                                                        |       |                                                                               |                                                         |
| Bělorusko                                                                                    | 5 : 5 | Rusko                                                                         | Olympic Sports Complex, Minsk rozhodčí: Vitalij Gomolko |
| Anatoliy Ryabko 1' Ivan Kanstantsinau 2' Yury Piatrouski 11' Aleh Hapon 30' Illia Savich 32' |       | Nikolai Kryshanov 11' Artur Paporotnyi 15', 15' (pen.), 18' Fedor Zemskov 34' | Olympic Sports Complex, Minsk rozhodčí: Vitalij Gomolko |

|                                              |       | Penaltový rozstřel                                 |  |
| Illia Savich Vadzim Bokach Mikita Chaikouski | 2 : 3 | Yuri Krasheninnikov Artur Paporotnyi Dmitrij Šišin |  |

#### O 7. místo
| 29. června 2019 13:00             |       |                                                                                   |                                                      |
| Rumunsko                          | 2 : 5 | Bělorusko                                                                         | Olympic Sports Complex, Minsk rozhodčí: Ago Kärtmann |
| Emil Vîrtan 5' Marian Măciucă 15' |       | Aleh Hapon 2', 18' Dzianis Samsonov 6' Ivan Miranovich 21' Ivan Kanstantsinau 36' | Olympic Sports Complex, Minsk rozhodčí: Ago Kärtmann |

#### O 5. místo
| 29. června 2019 14:30                                              |       |                                                              |                                                         |
| Itálie                                                             | 4 : 3 | Rusko                                                        | Olympic Sports Complex, Minsk rozhodčí: Vitalij Gomolko |
| Paolo Palmacci 17' Gabriele Gori 25', 34' Francesco Corosiniti 30' |       | Fedor Zemskov 13' Nikolai Kryshanov 21' Artur Paporotnyi 25' | Olympic Sports Complex, Minsk rozhodčí: Vitalij Gomolko |

## Vyřazovací fáze
|  | Semifinále | Semifinále          | Semifinále |  |  | Finále      | Finále      | Finále      |
|  |            |                     |            |  |  |             |             |             |
|  |            | Španělsko           | 5          |  |  |             |             |             |
|  |            | Švýcarsko           | 3          |  |  |             |             |             |
|  |            |                     |            |  |  |             | Španělsko   | 3           |
|  |            |                     |            |  |  |             | Portugalsko | 8           |
|  |            | Portugalsko (prod.) | 3          |  |  |             |             |             |
|  |            | Ukrajina            | 2          |  |  | Třetí místo | Třetí místo | Třetí místo |
|  |            |                     |            |  |  |             | Švýcarsko   | 5           |
|  |            |                     |            |  |  |             | Ukrajina    | 4           |

#### Semifinále
| 28. června 2019 18:00                     |               |                                                        |                                                           |
| Portugalsko                               | 3 : 2 (prod.) | Ukrajina                                               | Olympic Sports Complex, Minsk rozhodčí: Sofien Benchabane |
| Madjer 4' Rui Coimbra 27' Léo Martins 39' |               | Oleksandr Korniichuk 8' Yaroslav Zavorotnyi 16' (pen.) | Olympic Sports Complex, Minsk rozhodčí: Sofien Benchabane |

| 28. června 2019 19:30                                            |       |                                                 |                                                            |
| Španělsko                                                        | 5 : 3 | Švýcarsko                                       | Olympic Sports Complex, Minsk rozhodčí: Eduards Borisevičs |
| Salvador Ardil 22', 25', 36' Antonio Mayor 26' Llorenç Gómez 27' |       | Noël Ott 7' Dejan Stanković 20' Glenn Hodel 28' | Olympic Sports Complex, Minsk rozhodčí: Eduards Borisevičs |

#### O 3. místo
| 29. června 2019 17:00                                                             |       |                                                              |                                                          |
| Švýcarsko                                                                         | 5 : 4 | Ukrajina                                                     | Olympic Sports Complex, Minsk rozhodčí: Viktor Listratov |
| Noël Ott 8' Valentin Jaeggy 23' Dejan Stanković 30', 35' Sandro Spaccarotella 33' |       | Andrii Borsuk 5', 22' Kostiantyn Makeiev 24' Igor Borsuk 33' | Olympic Sports Complex, Minsk rozhodčí: Viktor Listratov |

#### Finále
| 29. června 2019 18:30                               |       |                                                                                                |                                                          |
| Španělsko                                           | 3 : 8 | Portugalsko                                                                                    | Olympic Sports Complex, Minsk rozhodčí: Gionni Matticoli |
| Llorenç Gómez 2' Javier Torres 7' Antonio Mayor 33' |       | Bê Martins 15', 32' Léo Martins 17', 22', 26' Elinton Andrade 24' Madjer 25' Jordan Santos 31' | Olympic Sports Complex, Minsk rozhodčí: Gionni Matticoli |